# Копичинецький повіт (Австро-Угорщина)
Копичинецький повіт — адміністративна одиниця Чорківського округу у короннім краю Королівство Галичини і Лодомерії у складі Австрійської імперії.
Повіт створено в середині 1850-х років. Існував до адміністративної реформи 1867 року.
Кількість будинків — 5391 (1866)
Староста (нім. Bezirk Vorsteher): Александер Ленчевський (Akexander Lenczewski)
Громади (гміни): Целіїв, Хлопівка, Хоростків (містечко), Гадинківці, Великий Говилів, Малий Говилів, Яблунів, Іванівка, Карашинці, Клювинці, Коцюбинці, Копичинці (містечко), Котівка, Майдан, Мшанець, Мишківці, Нижбірок Старий, Оришківці, Перемилів, Постолівка, Раків Кут, Сухостав (містечко), Крогулець, Тодорів, Увисла, Верхівці, Жабиньчики.
1867 року після адміністративної реформи повіт увійшов до складу Гусятинського повіту.